# Bisha
Bisha (in arabo بيشة‎?, Bīšah), conosciuta anche come Qal`at Bishah (in arabo قلعة بيشة‎?, Qalʿat Bīšah), è una città nella provincia sudoccidentale di 'Asir, in Arabia Saudita.